# インゴ・シュトイアー
インゴ・シュトイアー（ドイツ語: Ingo Steuer、1966年11月1日 - ）は、ドイツ、ケムニッツ出身の男性フィギュアスケート選手。1998年長野オリンピックペア銅メダリスト。1997年世界フィギュアスケート選手権ペアチャンピオン。パートナーはマンディ・ベッツェルなど。コーチとして、アリオナ・サフチェンコ/ロビン・ゾルコーヴィ組を5度の世界チャンピオンに導いた。

## 経歴
旧東ドイツのカール＝マルクス＝シュタット（現在のケムニッツ）に生まれ、幼少期にスケートを始めた。マヌエラ・ラントグラフ（Manuela Landgraf）とペアを組んで1984年の世界ジュニア選手権で優勝、同選手権初のドイツ人優勝者となる。1988-1989シーズンよりイネス・ミュラーとペアを組み、欧州選手権で7位になる。
1992-1993シーズンからマンディ・ベッツェルとペアを組み、1995年の欧州選手権に続いて1996-1997シーズンのISUグランプリファイナルおよび世界選手権で優勝。1997年、膝の手術や交通事故に遭うトラブルを経るも、翌年の長野オリンピックで銅メダルを獲得、のちプロに転向した。
コーチとしてはアリオナ・サフチェンコ/ロビン・ゾルコーヴィ組を指導した。同ペアのトリノ五輪出場前、シュトイアーは東ドイツ時代にシュタージ（秘密警察）に協力していたという告発を受けた。一旦は代表チームから外されたが、大会直前になってベルリン地裁の処分撤回命令を受けてチームに復帰する。その後もシュトイアーとドイツスケート連盟との確執は続き、サフチェンコとゾルコーヴィはコーチの変更を迫られ、これを拒否したため国からの財政支援を打ち切られるなどしたが、2007年5月、ドイツスケート連盟がシュトイアーを同ペアのコーチとして正式に認めたことにより、騒動は収束した。
2014年の秋に、長年指導していたアリオナ・サフチェンコとの師弟関係を解消してアメリカのコーラルスプリングスのフロリダパートナーズアイスデンに移籍し、ジョン・ジマーマンのチームに加わった。給与の未払いと過去のシュタージの関係によりスケート連盟からの援助を受けられないことを理由としている。さらには2018年平昌オリンピックに向けて結成された、韓国初の2組のペアのコーチも担当する。

## 主な戦績
- 1991-1992シーズンまではイネス・ミュラーとのペア
- 1992-1993シーズンよりマンディ・ベッツェルとのペア

| 大会/年          | 1989-90 | 1990-91 | 1991-92 | 1992-93 | 1993-94 | 1994-95 | 1995-96 | 1996-97 | 1997-98 |
| ---------------- | ------- | ------- | ------- | ------- | ------- | ------- | ------- | ------- | ------- |
| オリンピック     |         |         | 8       |         | 棄権    |         |         |         | 3       |
| 世界選手権       |         |         |         | 2       | 4       | 5       | 2       | 1       |         |
| 欧州選手権       | 7       | 7       | 6       | 2       | 5       | 1       | 2       | 2       |         |
| ドイツ選手権     |         | 4       | 2       | 1       |         | 1       | 1       | 1       |         |
| 東ドイツ選手権   | 3       |         |         |         |         |         |         |         |         |
| GPファイナル     |         |         |         |         |         |         | 3       | 1       | 2       |
| GPラリック杯     |         |         |         |         |         | 3       |         |         | 2       |
| GPネイションズ杯 |         |         | 5       | 1       | 2       | 1       | 2       | 1       | 1       |
| GPスケートカナダ |         |         | 5       | 1       |         |         |         | 1       |         |
| GPロシア杯       |         |         |         |         |         |         |         | 1       |         |
| GP NHK杯         |         |         |         |         |         | 3       | 2       |         |         |
| ピルエッテン     | 1       |         |         |         |         |         |         |         |         |